# 1175
Évszázadok: 11. század – 12. század – 13. század
Évtizedek: 1120-as évek – 1130-as évek – 1140-es évek – 1150-es évek – 1160-as évek – 1170-es évek – 1180-as évek – 1190-es évek – 1200-as évek – 1210-es évek – 1220-as évek
Évek: 1170 – 1171 – 1172 – 1173 –  1174 – 1175 – 1176 – 1177 – 1178 – 1179 – 1180

## Események
- A windsori egyezményben Ruaidrí Ua Conchobair, az utolsó ír főkirály II. Henrik angol király vazallusa lesz, ezzel Írország évszázadokra elveszti függetlenségét, melyet csak 1921-ben nyer vissza.
- Li Cao Ton lesz Vietnám uralkodója.
- Csák Ugrin kerül a zágrábi püspöki székbe.[1]
- A hamái csatában az ajjúbidák győzelmet aratnak a Zangidák fölött.

## Születések
- II. András magyar király († 1235)
- Fibonacci (Pisai Leonardo) itáliai matematikus
- Michael Scot matematikus és csillagász
- IV. Ottó német-római császár († 1218)

## Halálozások
- Mleh, Kilikia örmény hercege